# Gasa (district)
Pour les articles homonymes, voir Gasa.
Gasa est l'un des 20 dzongkhags (districts) qui constituent le Bhoutan. Il est situé au nord du pays dans la chaîne de l'Himalaya. La haute altitude y rend l'agriculture difficile, bien que le gouvernement tente d'introduire des cultures capables de résister à ces hauteurs. Les habitants vivent donc de l'élevage (yacks et dzos).
Gasa est divisé en 4 gewogs :  Khamaed (anciennement Goenkhamae), Khatoe (anciennement Goenkaatoe), Laya, et Lunana.

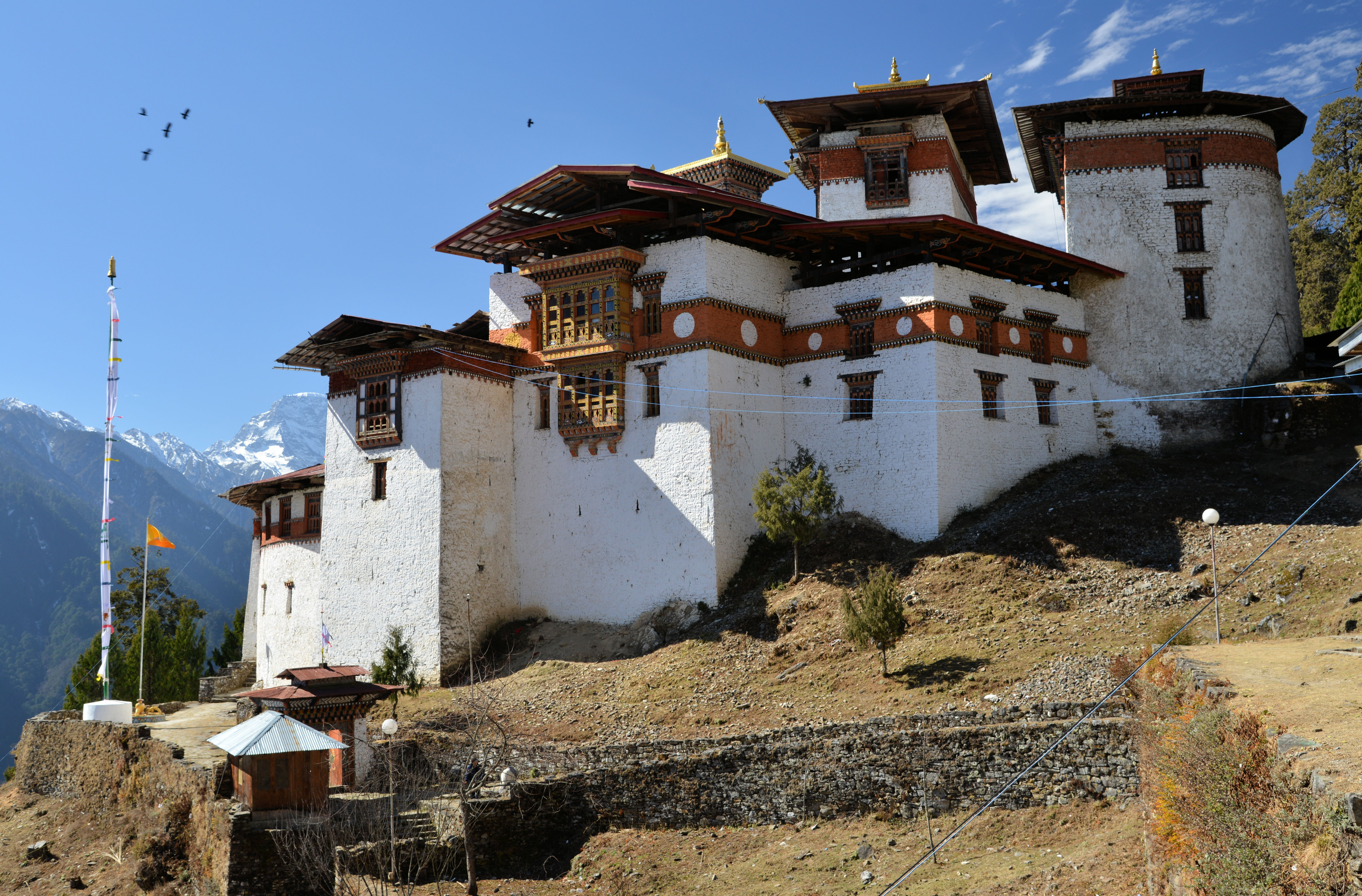
Vue du dzong Gasa

## Représentation à l'Assemblée nationale
| Code   | Gewogs          | Electeurs enregistrés |
| ------ | --------------- | --------------------- |
| NA0401 | Khamaed, Lunana | 968                   |
| NA0402 | Khatoed, Laya   | 966                   |

| Élection  | Circonscription | Circonscription | Circonscription | Circonscription | Circonscription | Circonscription |
| Élection  | NA0401          | NA0401          | NA0401          | NA0402          | NA0402          | NA0402          |
| Élection  | Parti           | Parti           | Député          | Parti           | Parti           | Député          |
| --------- | --------------- | --------------- | --------------- | --------------- | --------------- | --------------- |
| 2008      |                 | DPT             | Kinley Dorji    |                 | PDP             | Damcho Dorji    |
| 2013      |                 | PDP             | Pema Drukpa     |                 | PDP             | Damcho Dorji    |
| 2018,     |                 | DNT             | Yeashey Dem     |                 | DNT             | Tenzin          |
| 2023-2024 |                 | PDP             | Pema Drakpa     |                 | PDP             | Lhaba Lhaba     |